# Dachberg-Warte
Die Dachberg-Warte ist eine 1975 errichtete, 22,7 Meter hohe Aussichtswarte am Dachberg bei Emmersdorf an der Donau.

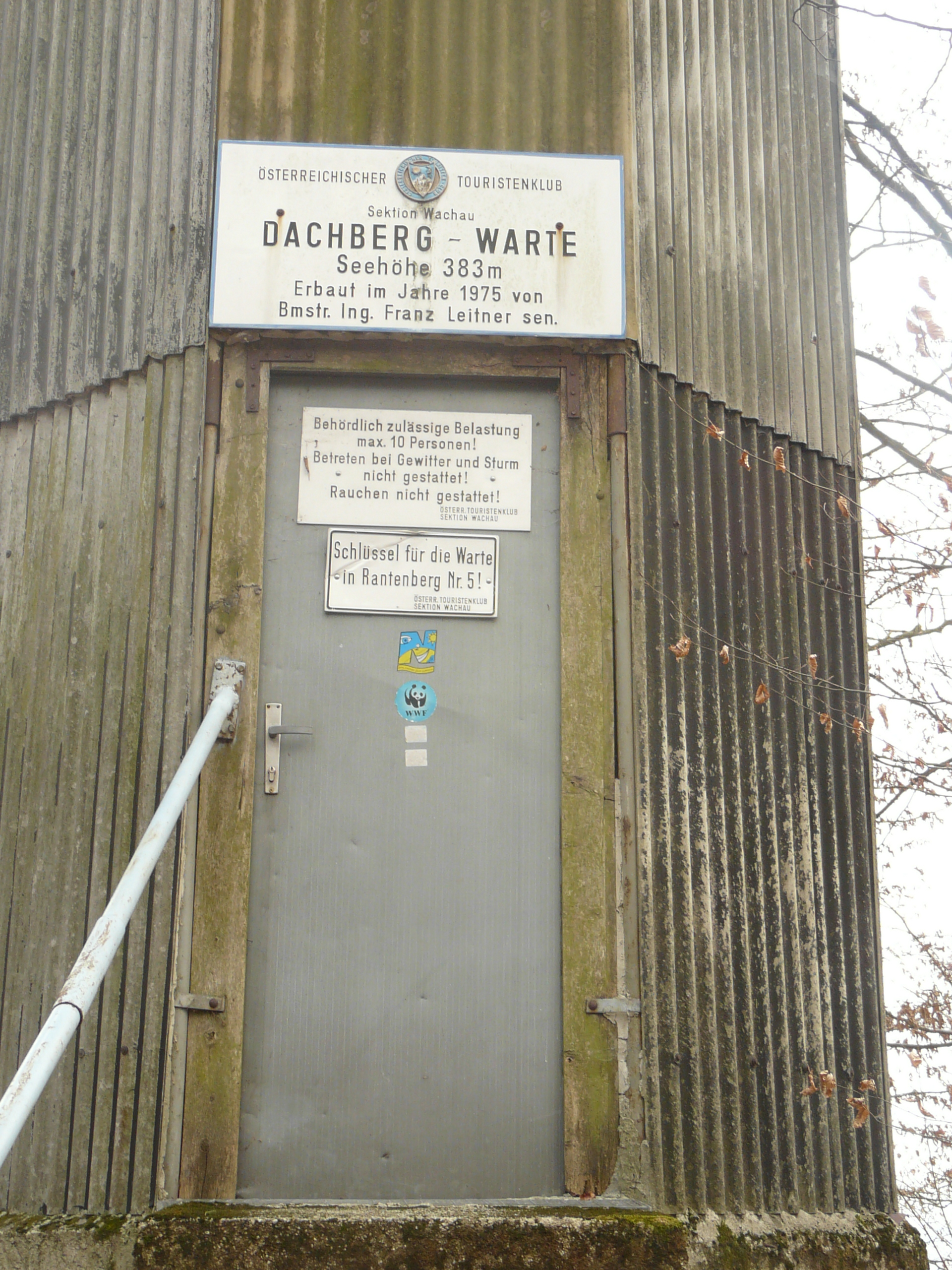
Eingangstüre

Am 18. September 1892 wurde von der Sektion Melk des Österreichischen Touristenklubs (ÖTK) ein 17 m hoher hölzerner Aussichtsturm eröffnet, der nach dem Ersten Weltkrieg abgetragen werden musste.
1975 errichtet der Baumeister Franz Leitner auf seinem Grund eine neue Warte, die zuerst nicht öffentlich zugänglich war. Die Warte war ab Ostern 1991 in der Verwaltung des ÖTK und öffentlich zugänglich. Seit 2018 ist die Warte aus Sicherheitsgründen gesperrt.
Die extrem leichte Konstruktion der Warte besteht aus einer achteckigen Stahlrohrkonstruktion aus vertikalen je 18 m langen Eisenrohrstangen mit nur 4,8 cm Durchmesser, die durch horizontale Eisenbalken miteinander verbunden sind. Das Gerüst ist mittels Wellblechplatten verkleidet. Über 10 Betonstufen kommt man zur Eingangstüre in 1,5 m Höhe. Im Inneren der Warte führen 98 Stufen zur quadratischen Aussichtskanzel in 19,5 m Höhe.
Die Warte bietet einen eindrucksvollen Ausblick in die Wachau bis Schönbühel an der Donau im Osten und Pöchlarn im Westen. Am beeindruckendsten ist der Blick auf das Stift Melk am gegenüberliegenden Donauufer.